# Agustín Decórdoba
Agustín Decórdoba, nombre artístico de Agustín Fernández González (Plasencia, provincia de Cáceres, 26 de enero de 1956-Plasencia, 8 de octubre de 2024), es un pintor español del expresionismo abstracto que tras una larga enfermedad fallece en su ciudad natal el 8 de octubre de 2024.

## Biografía
Desde muy temprana edad sintió la vocación de pintar, cuya evidencia está latente en las aún conservadas obras que pintó con 5 años. Aunque se define como un autodidacta en continua formación y aprendizaje, después de haber realizado alguna exposición en 1972 en la casa del Deán junto con otros artistas de su ciudad, se formó en Bellas Artes bajo las prestigiosas enseñanzas del profesor Eduardo Peña en Madrid entre 1975 y 1978. Ya con la mayoría de edad cumplida, es en el rastro de esta ciudad, dónde comenzó a ganarse la vida, vendiendo cuadros. Además, la vida en Madrid le abrió un mundo nuevo tanto de conocimiento con sus museos y galerías de arte, como de enriquecimiento personal al poder compartir su trabajo con otros artistas de la época.

## Obra
En 2005, creó las líneas figurativas de «Los Guardianes del Bosque», de dónde surgieron varias exposiciones que le brindaron un gran reconocimiento. En este tipo de obra destacaban principalmente los colores rojizos, usando principalmente los tonos naranjas, característicos de muchas de sus obras y le permiten profundizar en el paisaje que le rodea de castaños, alcornoques y robles de su entorno.
Es en 2013, es cuando su estilo da un giro de 180 grados, abandonando la figuración y adentrándose en un nuevo lenguaje informal y espontáneo como es la abstracción, aunque sin dejar de lado el informalismo y el expresionismo que le caracteriza. Durante este periodo destacan sus obras de «Un-Fullung», donde el monocolor es el principal recurso compositivo expresivo y el juego de texturas conforma la obra. Estas obras pertenecen a la serie «El Tiempo entre los Segundos» que reflejan el estado emocional del autor al ser diagnosticado de Mieloma múltiple. 

Obra de la serie Guardianes del Bosque de Agustín Decórdoba ®. Acrílico sobre lienzo. Gran formato.

Obra de Agustín Decórdoba ® Acrílico sobre lienzo. 2019.110 x 81 cm.

Esta enfermedad condiciona su vida y su trabajo artístico, en el que se centra, se motiva y se refugia de forma incansable cada día. Donando, además el beneficios de numerosas obras a instituciones como la Asociación española contra el cáncer y La Asociación Oncológica Extremeña (AOEX).
La última experiencia artística de Agustín Decórdoba la ha denominado «Abstrak» y «Abstrak 56/65», con más de 30 piezas de gran formato que estarían englobadas en el expresionismo abstracto del que tanto se ha nutrido el autor conociendo museos y galerías de los Estados Unidos de América y otros países de Europa, en el que sigue inmerso a día de hoy.

## Exposiciones más relevantes
- 2023. Abstrak. Cáceres. Palacio de la Isla.
- 2021 Los Guardianes del Bosque. Plasencia. Conventual Las Claras (Claustro y Galería Hebraica).
- 2021 ABSTRAK. Expresión de Vida. Sala multiusos. San Gil.
- 2015 Los Guardianes del Bosque-X aniversario, Madrid. Siluro Concept Galería de arte. Fundación Inquietarte.
- 2015 Expresionando 3.  Eurostars, Ciudad de La Coruña.
- 2012 Agustín Decórdoba, Expresionismo. Centro Cultural Galileo. Madrid.
- 2011 Nyakati za zamani – Últimos tiempos. Centro Alcazaba. Mérida.
- 2010 Agustín Decórdoba, 2005-2010. Cámara Oficial de Comercio e Industria de Cáceres.
- 2009 Los Guardianes del Bosque. Plasencia. Conventual Las Claras (Claustro y Galería Hebraica).
- 1972-2008 Periodo en el que realiza varias exposiciones de pequeño formato o exposiciones grupales.